# 貝塚卯兵衛
貝塚 卯兵衛（かいづか うへえ、1847年12月22日〈弘化4年11月15日〉 - 1915年〈大正4年〉3月6日）は、明治から大正初期にかけて活動した日本の実業家である。三重県桑名郡桑名町（現・桑名市）にて米穀商を営みつつ桑名紡績会長などを務めた。子に初代桑名市長の貝塚栄之助がいる。

## 経歴
羽柴半兵衛の次男として弘化4年11月15日に生まれる。明治3年5月（1870年）に貝塚家の養子となり、明治5年5月（1872年）に家を継いだ。三重県桑名郡桑名町（現・桑名市）の人物で、桑名の船馬町にて米穀商を営んだ。明治時代までの桑名は木曽三川の水運を通じて愛知・岐阜・長野各県から、また鈴鹿峠を介した陸路で滋賀県からそれぞれ米が集まるという米の集散地であった。そうした背景から桑名では米取引が盛んであり、明治初期、貝塚は小菅剣之助・諸戸清六・伊藤紀兵衛らと米相場会にて活躍した。
1893年（明治26年）12月、桑名商業会議所の常議委員に選ばれる。桑名商業会議所にては1896年（明治29年）時点および翌年時点では会頭を務めた。また1895年（明治28年）、桑名にて紡績会社の計画が持ち上がるとその発起委員長となり、翌1896年3月に桑名紡績株式会社として会社が発足するとその取締役会長に推された。就任後はもっぱら同社の経営にあたり、社業確立に尽くした。
1900年（明治33年）の人名辞典には貝塚は桑名紡績取締役会長であるとともに三重県下の大地主でもあったとある。また三重紡績在職中に共立絹糸紡績（岡山県）の監査役を兼ねたほか、桑名町会議員や桑名郡会議員にも選ばれた。経営する桑名紡績は成績良好であったが、常に伊藤伝七率いる三重紡績（四日市市が拠点、東洋紡績の前身）に見劣りしていたため株主中に大型紡績会社との合併を希望する声が上がり、その結果1907年（明治40年）8月三重紡績に合併された。この合併の結果、桑名城址にあった桑名紡績の工場は三重紡績桑名分工場となっている（後の東洋紡績桑名工場。桑名空襲で焼失）。
1910年（明治43年）8月、名古屋市の電力会社名古屋電灯にて取締役に就任。また同じく8月に北海道で炭鉱を営む北海道炭礦汽船で監査役に選ばれ、1912年（大正元年）12月にかけて在職した。
1915年（大正4年）3月6日に死去、67歳没。死去まで名古屋電灯取締役であった。

## 家族
- 貝塚栄之助 - 三男。名古屋電灯の技師として勤務していたが貝塚家相続後実業界に入り高岳製作所社長などを務める[14]。のち初代桑名市長（1937 - 1945年在職）となった[15]。